# Lừa Martina Franca
Lừa Martina Franca, tiếng Ý: Asino di Martina Franca, là một giống lừa từ Puglia ở miền nam nước Ý. Nó là giống lừa lớn nhất của Ý, và nổi tiếng về phẩm chất của nó trong việc sản xuất các con la. Nó đặc biệt gắn liền với cộng đồng người dân Martina Franca và do đó có tên này, nhưng khu vực xuất xứ của giống này cũng bao gồm Alberobello, Ceglie Messapica, Locorotondo, Massafra, Mottola và Noci, ở các tỉnh Bari, Brindisi và Taranto. Giống cừu này vẫn được nuôi dưỡng chủ yếu ở Puglia, nhưng cũng có những quần thể giống này ở Abruzzo, Lazio, Lombardy và Umbria. Nó là một trong tám giống cừu độc quyền phân bố hạn chế được công nhận bởi Bộ trưởng Bộ Nông nghiệp và Nông nghiệp Italia, Bộ Nông nghiệp và Lâm nghiệp Italia.

## Sử dụng
Lừa Martina Franca trước đây được sử dụng như một con vật chở nặng và là một động vật kéo xe nhẹ, nhưng việc sử dụng chính của nó là sản xuất các con la, đặc biệt khi lai với ngựa Murgese để tạo ra con la martinese nổi tiếng, hoặc "con la của Martina Franca", chúng được xuất khẩu trên toàn nước Ý và được sử dụng nhiều trong Chiến tranh thế giới thứ nhất. Năm 1925, 70% con la tại Ý được sản xuất tại Puglia, và từ năm 1926 bước đã được thực hiện để hạn chế xuất khẩu bên ngoài Italy với con lừa Martina Franca, chúng có nhu cầu mạnh và được xuất khẩu sang Pháp, Đức, Bắc Mỹ và Nam Tư.
Trong hệ thống quản lý truyền thống, một con lừa con được tách ra từ mẹ và những con lừa khác vào khoảng sáu tháng tuổi và được đặt với một nhóm ngựa cho đến khi khoảng hai tuổi. Sau đó nó được giữ một mình trong một trullo, hoặc một cánh đồng được chặn rào bằng đá, trong khoảng một năm, và bắt đầu ở chung với ngựa từ 3 tuổi.
Một cuốn sách gia phả được thành lập vào năm 1943, [4] và một hiệp hội các nhà lai tạo, là vùng đất thuộc họ Scoc'Aione delle Murle Allevatori dell'Asino di Martina Franca e del Cavallo delle Murge, được thành lập vào năm 1948. Nhu cầu về giống này đã giảm nhanh chóng sau Thế chiến thứ hai, và cả chất lượng và số lượng của con lừa Martina Franca đều giảm. Xu hướng này đã được đảo ngược vào những năm 1990 với nhu cầu mới từ việc sử dụng mới, sản xuất thịt lừa và sữa lừa. Một hiệp hội các nhà lai tạo mới, loài Associazione Nazionale Allevatori del Cavallo Murgese e dell'Asino di Martina Franca, được thành lập vào năm 1990. Năm 2008, tổng số cá thể giống này chỉ dưới 400. Lừa Martina Franca được FAO liệt kê là "nguy cơ tuyệt chủng" năm 2007.